# Jean-Nicolas de Parival
Jean-Nicolas de Parival, né à Verdun (Meuse) en 1605 et mort à Leyde en 1669, est un historien et écrivain français.
Catholique établi à Leyde en 1624 comme négociant en vins, Parival était un orangiste convaincu, qui enseignait le français à l’université de Leyde.
Il est l'auteur de plusieurs œuvres dont certaines, comme Les Délices de la Hollande, ont connu le succès comme en témoigne de nombreuses rééditions.

## Œuvres
- Conjugationum gallicarum, cum syntaxi compediosa, Leyde, 1645
- Les Délices de la Hollande, contenant une Description Exacte du Païs, des Mœurs & des Coutumes des Habitans, Leyde, Pieter Leffen, 1651 (réimpr. 1655, 1660, 1662,1665 ( Paris), 1669,1678, 1679,1685,  1710, 1726, 1728), in 8 ° et in 4°Tout au long du XVIIe siècle parurent des livres de voyages dont le titre commençait par « Les délices ». Cet ouvrage, le plus célèbre de Parival, contient en outre une description du gouvernement des Provinces-Unies ainsi qu'une histoire du pays jusqu’en 1650.
- Abrégé de l'histoire de ce siècle de fer contenant les misères et calamitez des derniers temps, avec leurs causes et prétextes, jusques au couronnement du roy des Romains Ferdinand IV, fait vers la fin de l'esté de l'an mil six cens cinquante-trois, Leyde, 1653, xvi+479, in-octavo
- Histoires tragiques de nostre temps, arrivées en Hollande et quelques dialogues, selon le Langage du temps, Leyde, Nicolas Hercules, 1656.
- Histoires facetieuses et moralles, assemblées & mises au jour par J.N.D.P., chez Salomon Vaguenaer, 1663 (réimpr. 1669), in-duodecimo
- Dialogue  françois selon le langage du tems. Cinquième édition augmentée de l’École du rire, Leyde 1676.